# Касютин, Владимир Леонидович
Влади́мир Леони́дович Касю̀тин (род. 12 сентября 1963, Митрофановка, Воронежская область) — автор книги «Живая газета», главный редактор журнала «Журналистика и медиарынок», секретарь Союза журналистов России с 2008 года, председатель экспертного Совета ежегодного конкурса «10 лучших газет России», кандидат филологических наук, лауреат премии «Золотое перо России», член Союза российских писателей.

## Биография
Владимир Касютин родился в 1963 году в селе Митрофановка Воронежской области. Прапрадед Владимира (в 9 поколении) — капитан-командор Витус Ионассен Беринг. Родословную Владимиру помог восстановить преподаватель кадетской школы в Бийске Марат Беринг. Он располагал генеалогическим древом, составленным в 1990-х годах архивистом Элиной Завадской. Прапрадеды Марата и Владимира братья по отцу — Михаилу Антоновичу Берингу, правнуку мореплавателя.
До 1918 года предки Касютина жили в городах Бирск, Белебей, Златоуст, Уфа, затем в городе Красноуфимск Пермской губернии, позже переехали в Воронеж. Прапрадед Владимира Петр Владимирович фон-Беринг работал заведующим учебной фермой, а затем директором Красноуфимского промышленного училища. После войны, когда Воронеж был почти полностью разрушен, прабабушка Владимира — Татьяна Петровна Мурдасова (фон Беринг), работавшая в прессе Урала, Башкирии, военкором на польском фронте, в ТАСС, воронежской газете «Коммуна», была приглашена литсотрудником в газету «Колхозное строительство», которая в то время издавалась в Митрофановке.

Она умела так красочно описать прелести сельской жизни, что любой из коллег-журналистов готов был тут же сорваться в командировку в дальний сельский район.

В 1976 году семья переехала в Краснодарский край, в станицу Староминскую. Владимир Касютин окончил староминскую среднюю школу № 1, Кубанский сельскохозяйственный институт, получив специальность «инженер-механик». Работал секретарем комитета комсомола колхоза, мастером профессионально-технического училища, журналистом. Одновременно профессионально занимался рок-музыкой. С братом Борисом Касютиным, Анатолием Украинским и другими единомышленниками он создал группу «Штехт». К середине 1990-х коллектив вошел в числе наиболее заметных на Юге России, вместе с «Небесной Канцелярией», «Доктором Круповым», «Нет» и «Героями Союза». Пик карьеры группы «Штехт» пришелся на 1993 год. Музыканты были приглашены на фестиваль инди-музыки «Индюшата», проходивший в городе Орехово-Зуево, инициатором которого стал музыкальный критик и продюсер Александр Кушнир. Группа приняла участие в большом концерте в Краснодаре, организованном творческим объединением «Южная волна», где также выступили Борис Гребенщиков, Андрей Мисин. Впоследствии Касютин признавался, что музыка помогла ему сделать первые шаги в профессии журналиста (интервью с Владимиром Кузьминым, Александром Лосевым, Владимиром Мулявиным), приучила к упорной напряженной работе, нацеленной на результат.
Журналистскую деятельность Касютин начал в 1988 году, пройдя конкурс на должность корреспондента газеты «Степная новь» (Староминский район, Краснодарский край). Редактором газеты тогда была Марина Савинова, недавно окончившая факультет журналистики Московского университета, впоследствии возглавившая газету «Знамя труда» в городе Тимашевске. Владимир Касютин дослужился до ответственного секретаря и был переведён главным редактором — сначала газеты «Авангард» Крыловского района, а затем — газеты «Призыв» города Крымска и Крымского района Краснодарского края. Участвовал в открытии и организации деятельности Староминского телевидения, избирался депутатом Староминского районного Совета.
В 2002 году прошёл профессиональную переподготовку по журналистике в Кубанском государственном университете. Окончив в 2003 году Президентскую программу повышения квалификации управленческих кадров для народного хозяйства Российской Федерации (маркетинг)-менеджмент), познакомившись с опытом издательского бизнеса Швеции, Норвегии, США, Германии, Польши, стал одним из первых в России применять методы маркетинга в организации выпуска местной газеты. Руководство в переломный для российской прессы период (1990—2000-е годы) несколькими СМИ, испытывающими серьезные организационные и финансовые трудности, помогло ему освоить методы антикризисного управления.

Энергичный, находчивый, знающий свое дело, идущий в ногу со временем, он заряжал своей энергией весь коллектив, тем самым подвигая нас к поискам новых путей и направлений в работе.

В 2005 году Владимир Касютин был назначен руководителем пресс-службы администрации Краснодарского края. Помимо организации работы пресс-службы он выполнял функции спичрайтера губернатора. В 2006 году его пригласили возглавить образовательные программы Фонда развития информационной политики (Москва Архивная копия от 6 февраля 2018 на Wayback Machine). В составе рабочей группы ФРИП в 2007 и 2011 годах Владимир Касютин участвовал в подготовке двух выпусков Атласа муниципальной прессы Российской Федерации. Впервые почти за два десятилетия был собран массив информации о местных газетах страны: их периодичности, объёме, тиражах и других параметрах. По данным Атласа Касютин провёл исследование, выявившее уровень развития прессы в разных регионах страны и называет факторы, влияющие на этот сегмент системы СМИ России. Впрочем, не все региональные журналисты разделяли его выводы.

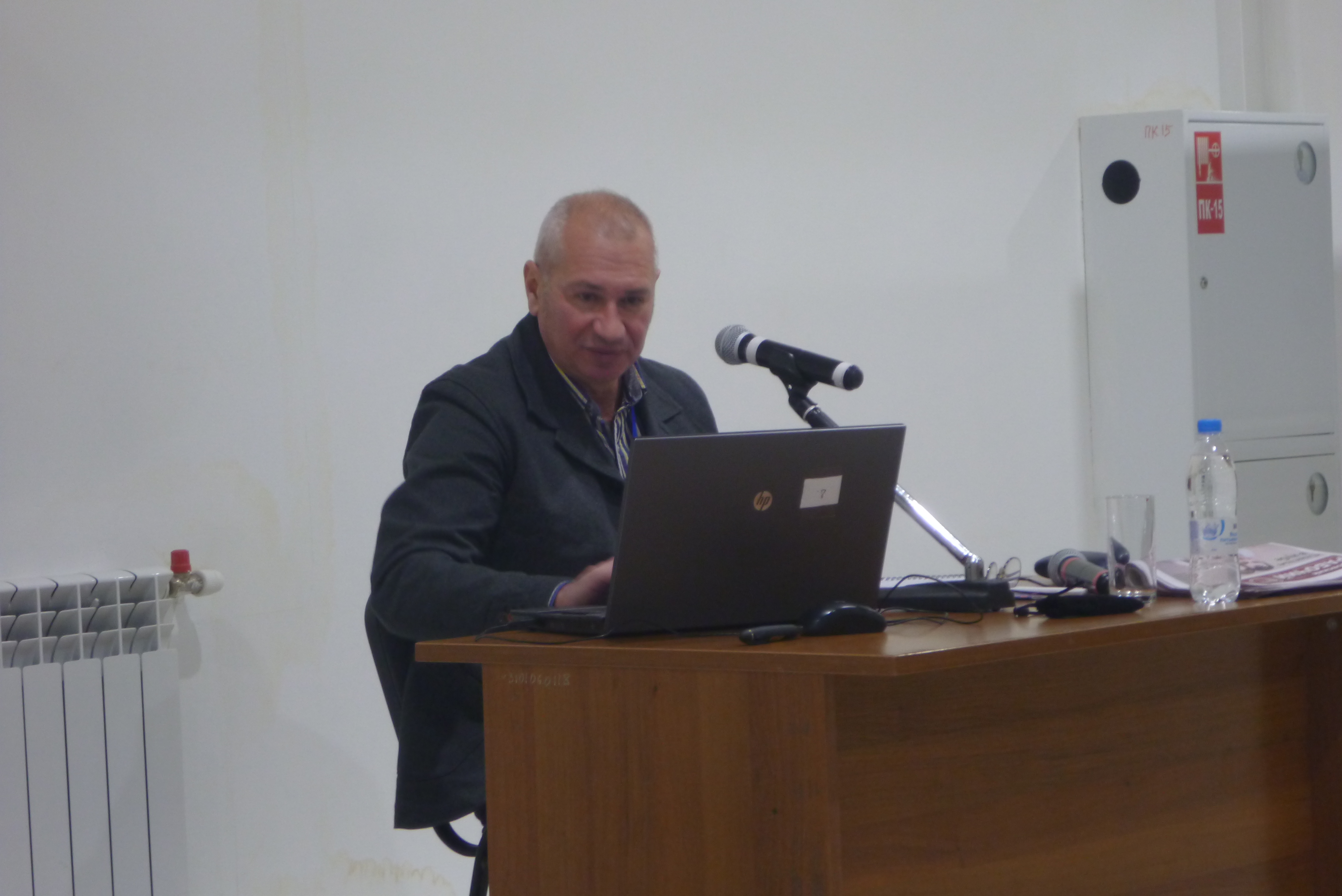
Владимир Касютин на IX Уральском медиафоруме. Екатеринбург, 23 ноября 2018 года

По предложению и разработке Владимира Касютина Фонд развития информационной политики в сотрудничестве с Советом Федерации и Общероссийским конгрессом муниципальных образований начал проведение ежегодного конкурса «Информационное партнерство: Власть-Общество-СМИ». Главная идея конкурса — сбор на одной площадке журналистов, глав местного самоуправления, депутатов, сотрудников пресс-служб для совместного обсуждения «как строить взаимоотношения между властью, жителями и журналистами на территориях, далеких от столичных проблем». Конкурс и одноимённая конференция проводились трижды.
Владимир Касютин сотрудничает с профильными учебными заведениями: ИГУМО, Академия медиаиндустрии, факультет журналистики МГУ. Активно работая в регионах, становится «одним из главных медиатренеров страны». В 2006—2024 годах он провёл более 500 семинаров и тренингов по различным направлениям деятельности СМИ в 80 субъектах Российской федерации. Касютин — постоянный участник медиафорумов и журналистских фестивалей, член жюри профессиональных конкурсов.
Коллеги ценят его за отсутствие менторского тона, нешаблонное мышление, советы, основанные на личном опыте. Он анализирует контент и дизайн газет, организацию обратной связи с аудиторией, дистрибуцию и другие стороны редакционной деятельности, разрабатывает рекомендации по их совершенствованию. Несмотря на то, что в журналистском сообществе бытует убеждение, что без субсидий спонсоров обеспечить выпуск газеты невозможно, навыки Владимира Касютина востребованы — региональная пресса нуждается в модернизации.

Когда слушаешь Касютина, хочется сразу применить его идеи, настолько они рациональны и понятны.

В 2009 году по просьбе родоначальника научных исследований и преподавания профессиональной этики доктора философских наук профессора Дмитрия Авраамова Владимир Касютин возглавил журнал «Журналистика и медиарынок», издаваемый с 2003 года Союзом журналистов России. Это было решением и своеобразным завещанием Авраамова, получившего посмертно звание «Легенды отечественной журналистики». В редакции на тот момент работали опытные журналисты Олег Куприн и Тамара Александрова, выпускавшие ранее с Дмитрием Авраамовым журнал «Профессия — журналист». В 2013 году в редакцию приходит Михаил Вяткин, работавший вице-президентом Фонда развития информационной политики, хорошо знающий специфику и кадры региональной прессы, и журнал получает второе дыхание.
Под руководством Владимира Касютина «Журналистика и медиарынок» становится главной площадкой местной прессы России. Авторами журнала ежегодно выступают сотни региональных журналистов. Владимир Касютин в поездках по стране настойчиво ищет тех, кто готов поделиться с корпорацией профессиональными наработками. С 2014 года в журнале публикуются материалы номинантов и победителей творческих конкурсов Союза журналистов России, в которых они рассказывают о себе и своей работе. Это периодическое издание сегодня, по сути, — единственный источник актуальной информации для «районщиков». Коллеги называют Касютина «ведущим российским экспертом по городским и районным газетам».
К концу 2000-х годов для региональной прессы вновь складывается неблагоприятная ситуация. Проблемы с распространением, падение продаж рекламы, рост цен на полиграфические услуги, экспансия Интернета приводят к снижению рентабельности издательского отрасли. Владимир Касютин, не отвергая необходимости эффективного ведения газетного дела, последовательно и активно выступает за создание понятной и прозрачной системы государственной поддержки СМИ, работающих над значимым для общества содержанием. При обсуждении предложения запретить региональным властям расходовать бюджетные средства на освещение своей работы в СМИ он заявил, что надо убрать излишний пиар губернаторов и попытаться сохранить господдержку СМИ, особенно в малонаселенных пунктах.
Создание общественно-значимого контента очень затратно и всё менее похоже на бизнес, всё более становится миссией. Выполнять эту миссию журналистам всё сложнее и опаснее. Экономические проблемы — лишь часть препятствий на пути к обретению прессой свободы. Одну из главных причин несамостоятельности редакционной политики российской прессы Касютин видит в традиционной нетерпимости всего общества, а не только отдельных представителей бизнеса или власти, к чужому мнению.
Проблематике российской прессы Владимир Касютин посвятил ряд исследований и статей. Они положены в основу его диссертации, которую он защитил в 2011 году в Институте повышения квалификации работников радио и телевидения (Академия Медиаиндустрии) (Москва), получив учёную степень кандидата филологических наук. Тема диссертации — Формы и методы государственного регулирования СМИ (на примере российских региональных изданий). В диссертации впервые предложены системные параметры, отражающие качество контента изданий, которые могут учитываться при выделении государственных субсидий. В их числе: количество и состав привлекаемых ньюсмейкеров и экспертов; число сообщений читателей и ответов представителей власти на критические замечания; отсутствие регулярного целенаправленного формирования положительного или отрицательного имиджа каких-либо лиц или организаций (экспертные заключения) и другие. Выводы диссертации Касютина были взяты за основу при разработке концепции Союза журналистов России «Судьба региональной прессы: проблемы господдержки, приватизации, взаимодействия СМИ и органов власти», принятой на XV фестивале Союза журналистов России «Вся Россия — 2011» 27 сентября 2011 года.
Касютин собирает самые многочисленные площадки, потому что там конкретно говорят о лучших российских практиках, редакторы лучших газет рассказывают о своих достижениях
В 2014 году Владимир Касютин инициировал проведение ежегодного конкурса «10 лучших газет России». Ему с коллегами удалось привлечь внимание к конкурсу представителей, как экспертного, так и журналистского цехов. Учредителями конкурса стали Союз журналистов России, Альянс Независимых Региональных Издателей, Союз Издателей (ГИПП), журнал «Журналистика и медиарынок». В 2017 году в конкурсе участвовало более 100 изданий. Презентация опыта победителей становится ярким событием. С 2021 года церемония награждения проходит на родине газет, победивших в конкурсе. В 2021 году это был Липецк, в 2022 — Воронеж, в 2023 — город Задонск Липецкой области, в 2024 - город Дивногорск Красноярского края.
В 2016—2023 годах Владимир Касютин включается в состав Экспертного совета Роспечати (Федерального агентства по печати и массовым коммуникациям, позже Минцифры) по отбору организаций — получателей государственной поддержки, осуществляющих выпуск, распространение и тиражирование социально значимых проектов в области печатных средств массовой информации, выпуск изданий для инвалидов.
В 2018 году Владимир Касютин избирался заместителем председателя комитета Торгово-промышленной палаты Российской Федерации по предпринимательству в сфере медиакоммуникаций.
В 1990 году Владимир Касютин вступил в Союз журналистов СССР. В 2008, 2013, 2017 годах на съездах Союза журналистов России он избирается секретарем этой крупнейшей общественной организации страны.
В 2020 году Владимир Касютин поставил своеобразный рекорд: по приглашению Союза журналистов Краснодарского края провел 34 семинара в редакциях городских и районных газет региона. Образовательный марафон проходил полтора месяца, каждой редакции отводился день. Семинары были посвящены оптимизации тематической модели и технологий создания контента местной газеты.
В 2021 году Владимир Касютин принят в члены Союза российских писателей.
В 2022 году на XIII Съезде Союза журналистов России Владимир Касютин вновь был избран секретарём Союза журналистов России.
В 2022 году Владимир Касютин стал председателем жюри беспрецедентного конкурса «Лучшая первая» проходившего с февраля по декабрь для прессы Удмуртской Республики. Ежемесячно редакции представляли лучшие полосы своих изданий для разбора и рекомендаций, в конце года были подведены итоги, главным из которых стал рост качества изданий. В 2024 году в конкурс «Лучшая первая-2024» были привнесены новации: ежемесячно подводились итоги по номинациям, учитывающим параметры дизайна, контента, работы с аудиторией, активности в соцсетях, а на финальной встрече редакции представили свои проекты.
В 2022-2025 годах Владимир Касютин был председателем жюри конкурса «Имя ей — женщина», организованного Союзом женщин России=.

## Награды
- В 2004 году Владимир Касютин удостоен звания «Заслуженный журналист Краснодарского края».
- В 2006 году Владимиру Касютину присуждена премия Союза журналистов России «За книгу о журналистике и журналистах».
- В 2013 году за высокое профессиональное мастерство и многолетний плодотворный труд он награждён Почетной грамотой Министерства связи и массовых коммуникаций Российской Федерации[126].
- В 2016 году «За поддержку печати русской провинции» Владимиру Касютину присуждено звание Золотое перо России — одна из самых престижных наград в российской журналистике[127][128].
- В 2018 году Союзом журналистов Республики Саха (Якутия) Владимир Касютин награждён Серебряным знаком «За вклад в журналистику»[129].
- В 2021 году Ассоциацией городских и районных газет Челябинской области «Пресса» Владимиру Касютину был вручён памятный знак «За вклад в развитие местной прессы»[130].
- В 2023 году Владимиру Касютину вручён Почетный знак Союза журналистов России «За заслуги перед профессиональным сообществом»[131].

### Статьи Владимира Касютина (избранное)
- Владимир Касютин. Судьба региональной прессы
- Владимир Касютин. Явные и латентные последствия дерегулирования российской региональной печати Архивная копия от 5 мая 2018 на Wayback Machine
- Владимир Касютин. Новая политика в регулировании Российской региональной печати Архивная копия от 25 октября 2017 на Wayback Machine
- Владимир Касютин. Использование современных парадигм формальной рациональности при оптимизации менеджмента российской региональной печати Архивная копия от 30 ноября 2016 на Wayback Machine
- Владимир Касютин. Российская местная пресса: воздействие финансово-экономического кризиса Архивная копия от 22 июля 2017 на Wayback Machine
- Владимир Касютин. Региональная общественно-политическая пресса современной России Архивная копия от 20 апреля 2017 на Wayback Machine

### Интервью
- «В регионах меньше денег и больше той профессии, в которую я когда-то приходил», — Владимир Касютин об отличиях региональной журналистики от федеральной от 24 июля 2025 г. – интервью Арине Яблонской для сайта Школы журналистики имени Владимира Мезенцева
- Владимир Касютин: «Тот, кому нужна достоверная информация, покупает газету…» от 18 марта 2016 г. – интервью парламентской газете «Ил Тумэн» Республики Саха (Якутия)
- Владимир Касютин: «Бумага ещё поживёт» от 18 ноября 2010 – интервью Ирине Никитиной для издания «Тюменская область сегодня»
- Владимир Касютин: «Некоторые газеты исчезают. Но Интернет тут ни при чем» от 19 июня 2017 г. – интервью Эльвире Гажа для Primgazeta.ru (перепечатка МедиаПрофи)
- Владимир Касютин: «Нужно искать положительные примеры, учить детей видеть то яркое и увлекательное, что есть в профессии журналиста» от 20 мая 2025 г. – интервью Юлии Серебряковой для журнала «Российское образование»
- Владимир Касютин: «Не принимайте на веру дребедень из интернета» от 8 июня 2016 г. – интервью для сайта «Южноуральская панорама»